# Zygodon campylophyllus
Zygodon campylophyllus là một loài Rêu trong họ Orthotrichaceae. Loài này được Müll. Hal. miêu tả khoa học đầu tiên năm 1849.